# Veyretia neuroptera
Veyretia neuroptera är en orkidéart som först beskrevs av Heinrich Gustav Reichenbach och Johannes Eugen ius Bülow Warming, och fick sitt nu gällande namn av Dariusz Lucjan Szlachetko. Veyretia neuroptera ingår i släktet Veyretia och familjen orkidéer. Inga underarter finns listade i Catalogue of Life.